# Marian Bergeron
Marian Bergeron (3 de mayo de 1918 – 22 de octubre de 2002) fue Miss America en 1933. Siguió una carrera como cantante de big-band y oradora. Fue una gran defensora del concurso Miss América.
Bergeron, de West Haven, Connecticut, ganó la corona cuando el certamen volvió a Atlantic City, Nueva Jersey, tras un paréntesis de cinco años. Es la Miss América más joven de la historia, ya que ganó la corona con 15 1⁄2 años. Ocupó el título durante dos años, ya que en 1934 no se celebró ningún concurso. Uno de los patrocinadores del concurso, RKO Pictures, se negó a conceder a Bergeron el premio de una prueba de cámara, alegando que era demasiado joven.
Bergeron siguió una carrera como cantante de big-band. En la época del concurso ya era una cantante consagrada, pues había empezado a los doce años. Actuó con varios grupos, entre ellos Rudy Vallee y Guy Lombardo. Más tarde se convirtió en oradora.
Bergeron se casó tres veces. Su primer matrimonio, con Donald Ruhlman, duró hasta la muerte de éste en 1972 y tuvo tres hijos. Su último matrimonio, con Frederick Setzer, duró hasta la muerte de éste en marzo de 2002.
Bergeron murió de leucemia en Ohio en 2002. A partir de 2021, sigue siendo la única Miss América de Nueva Inglaterra.

## En la cultura popular
Bergeron fue una de las 48 'mujeres famosas' ilustradas por los artistas del grupo de Bloomsbury Vanessa Bell y Duncan Grant en su obra de 1932-1934, la Famous Women Dinner Service. Aparece en la sección 'Beauties', con la etiqueta 'Miss 1933'.